# Леман, Август
Авгу́ст Лема́н (нем. August Lehmann; 26 января 1909 — 13 сентября 1973) — швейцарский футболист, играл на позиции защитника. Участник чемпионата мира 1938 года.

## Биография

### Клубная карьера
В течение пяти сезонов Леман играл за «Цюрих», с которым не завоевал никаких трофеев. В 1933 году перешёл в «Лозанну», в составе которой выиграл 2 чемпионских титула и Кубок Швейцарии в 1935 году. По ходу сезона 1937/38 перешёл в «Грассхоппер», в составе которого отыграл четыре сезона. В составе «хуперс» Леман выиграл чемпионский титул в 1939 году и три Кубка Швейцарии.
В 1941 году перешёл в «Санкт-Галлен», в котором отыграл три сезона. Завершил игровую карьеру в 1944 году.

### Карьера в сборной
Дебютировал за сборную Швейцарии 23 марта 1930 года в матче со сборной Франции — та встреча закончилась со счётом 3:3 и Леман в том матче забил 2 гола.
Леман был основным игроком на чемпионате мира 1938 года, где сыграл в трёх матчах. 4 июня он играл в первом матче сборной Германии — тот матч завершился 1:1. 9 июня состоялась переигровка, которая завершилась победой Швейцарии со счётом 4:2. В 1/4 финальном матче Швейцария проиграла сборной Венгрии со счётом 0:2 и выбыла из турнира. Всего за сборную Швейцарии сыграл 32 матча и забил 2 гола.

### Смерть
Скончался 13 сентября 1973 года в возрасте 64 лет.

## Достижения
«Лозанна»
- Чемпион Швейцарии (2): 1934/35, 1935/36
- Обладатель Кубка Швейцарии (1): 1934/35

«Грассхоппер»
- Чемпион Швейцарии (1): 1938/39
- Обладатель Кубка Швейцарии (3): 1937/38, 1939/40, 1940/41